# Erbil
Erbil, eller Arbil, (alternativt Irbil; kurdiska Hewlêr, ھەولێر; arabiska اربيل, Arbil; nyarameiska Arba-Ilu) är en stad i Irakiska Kurdistan, omkring 80 kilometer öster om Mosul. Staden är huvudort i provinsen Erbil och räknas även som huvudstad i irakiska Kurdistan. Erbil (Arbel) är känt från tredje årtusendet f.Kr. och räknas till världens äldsta städer. Nära Erbil ligger Ankawa. Det finns inga officiella uppgifter från sen tid över själva stadens invånarantal, men det distrikt som hör till staden hade en uppskattad folkmängd av cirka 1 miljon invånare 2016. Citadellet i Erbil blev inskrivet på världsarvslistan den 21 juni 2014. Erbil är Kurdistans mest kosmopolitiska stad, språkligt, etniskt och religiöst varierad, samt en av Kurdistans mest socialt liberala städer. Erbil är också ett mediacenter, hem för nyhetskanaler, film- och modeindustrin i Kurdistan. De flesta av Kurdistans multinationella företag och banker har sitt huvudkontor i Erbil. Erbil är också ett turistnav på grund av sina natur, historiska byggnader och köpcentrum.

## Etymologi
Erbil finns nämnt i heliga sumeriska skrifter från 3000-talet f.Kr. som Urbilum, Urbelum eller Urbillum, vilket tycks komma av Arbilum på hurriternas språk som bebodde området.
Akkaderna och assyrierna tolkade sedan genom folketymologi ortnamnet som arba'ū ilū vilket då betyder fyra gudar. Staden blev centrum för  dyrkandet av den assyro-babyloniska gudinnan Ishtar. Under antiken var staden känd under namnet Arbela ('Άρβηλα). På fornpersiska kallades staden Arbairā.
Idag är kurdernas moderna namn på staden Hewlêr. Vilket verkar vara en förvanskad form av namnet Arbel genom en serie av omkastning av konsonanter.

## Historia

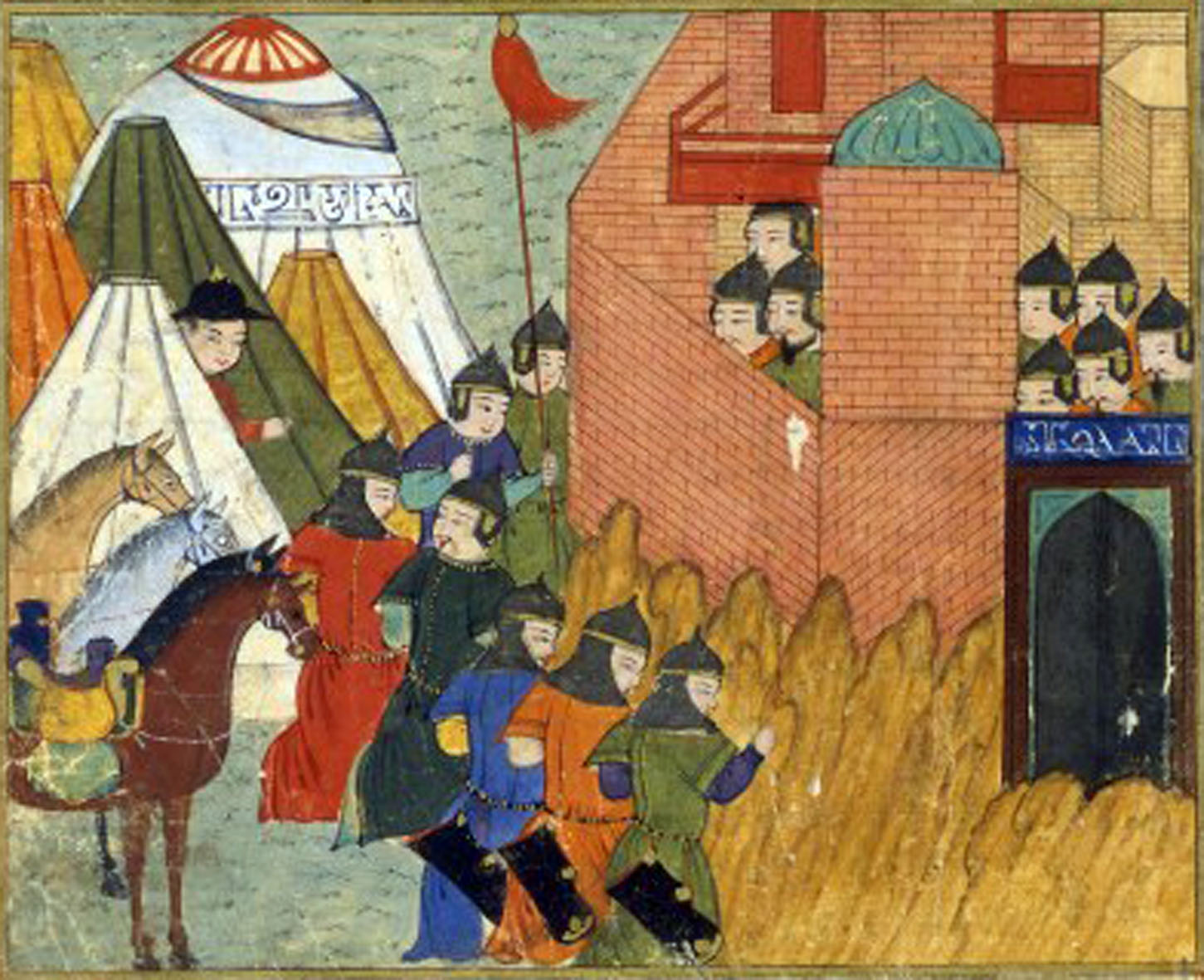
Erbil under belägringen av mongolerna som del av Ilkhanatet under 1258–59, avbildat i Jami' al-tawarikh av Rashid-al-Din Hamadani Bibliothèque Nationale de France, Département des Manuscrits, Division Orientale.

### Tidig historia
Erbil är en av de äldsta permanent bebodda städerna i världens historia,, och har varit skådeplats för många historiska händelser, där riken kommit och gått under över de 8 000 år Erbil bebotts.
Området omkring Erbil dominerades i stort av sumererna omkring 3000 f.Kr., och kanske från och med 2400-talet f.Kr, har det kontrollerats av akkadisktalande assyriska kungar, fram till det Akkadiska imperiet (2335–2154 f.Kr.) som förenade de akkadiska semiterna och sumererna i Mesopotamien under ett gemensamt styre.
Första gången Erbil nämns i skrift har man funnit i arkiven från det östsemitisk-talande kungariket Ebla, i dagens Syrien. De beskriver två resor till Erbil (Irbilum) av en budbärare från Ebla kring 2300 f.Kr. Senare kom Erridupizir, kung av språkisolatet Gutium, att inta staden cirka 2150 f.Kr.
Den nysumeriska kungen av Ur, Amar-Sin, plundrade Urbilum under sitt andra år, cirka 1975 f.Kr.
Erbil var en integrerad del av Assyria  från cirka 2050 f.Kr, och kom att bli en relativt betydelsefull stad i det Äldre assyriska riket (1975–1750 f.Kr.), Mellanassyriska riket (1365–1050 f.Kr.) och det Nyassyriska riket (935–605 f.Kr.), tills det sista av dessa riken föll någon gång mellan år 612–599 f.Kr., och de kvarstående delarna av Assyrien att delas upp under persiskt, grekiskt, partiskt, romerskt och sasanidiskt styre.
När Kyros den store av det Persiska riket erövrade Assyrien år 547 f.Kr.,  grundade han en akemenidisk satrapi med det fornpersiska namnet Aθurā (Athura), med Arbela som huvudstad.
Alexander den store besegrade i regionen (kallad Gaugamela) den persiska kungen Dareios III. Ett stort slag ägde rum vid floden Tigris, kallat slaget vid Gaugamela eller slaget vid Arbela.  Efter slaget lyckades Dareios III att fly staden, och Arbela blev en del av Alexander den stores rike.
Efter Alexander den stores död 323 f.Kr. blev Arbela en del av den hellenistiska dynastin Seleukiderriket.
Erbil och dess omgivningar var senare i en dragkamp mellan Romarriket och Persien under de iranska partherna och sasaniderna. Antikens assyriska kungarike Adiabene (den grekiska formen av det av assyrierna kallade Ḥadyab) hade sitt centrum i Arbela, och staden och kungariket är känt inom judisk mellanöstern-historia för konverteringen av kungafamiljen till judendom. Under den partiska eran fram till tidig sassanidisk era blev Erbil huvudstaden i den assyriska staten Adiabene.
Invånarna konverterade successivt från den mesopotamiska mytologin mellan första århundradet e.Kr. till 300-talet till zoroastrism, kristendom och  Österns assyriska kyrka (och i mindre utsträckning den syrisk-ortodoxa kyrkan), enligt traditionen med dess förste biskop Pkidha som tillträdde år 104 e.Kr.. Anhängare av assyriernas äldre religion fanns dock kvar i regionen fram till 900-talet. Adiabenes östra assyriska kyrkoprovins i Arbela kom att bli centrum för östlig syrisk kristendom fram till sen medeltid.

### Medeltida historia
Erbil var under medeltiden säte för en av metropoliterna inom österns assyriska kyrka. Från stadens kristna period kom många av kyrkans fäder och välkända författare på det syriska språket.
Efter den muslimska invasionen av Iran upplöstes den sasanidiska provinsen av Assuristan, där Erbil ingick, och från mitten på 600-talet såg regionen ett gradvis inflöde av muslimska folk; främst araber, kurder och turkar.
När mongolerna invaderade Främre Orienten under 1200-talet attackerade de Erbil första gången år 1237. De plundrade den lägre staden men tvingades till reträtt inför en antågande kalifat-armé och nådde således aldrig citadellet. Efter mongolernas erövringen av Bagdad 1585 under Hülegü återvände de till Erbil och kunde då inta citadellet efter ett slag som varade sex månader. Hülegü tillsatte sedan en kristen assyrisk ståthållare för staden, och den syrisk-ortodoxa kyrkan tilläts att bygga en kyrka.
Ihållande förföljelser av kristna, judar och buddhister i Ilkhanatet tilltog 1295 under styret av oiraternas emir Nawruz, vilket slog hårt mot de inhemska kristna assyrierna.
Under il-khanen Öljeitüs regering tog de kristna assyrierna sig till citadellet för att undfly förföljelse. Våren 1310 försökte regionens malik att erövra citadellet med hjälp av kurderna. Trots biskopen Mar Yaballahas tappra försök att avstyra massakern, intogs citadellet efter ett slag med Il-khanatets trupper och kurdiska stammar den 1 juli 1310, och alla dess försvarare dödades, varav flera assyriska invånare från den kringliggande staden.
Under medeltiden styrdes Erbil av umayyader, abbasider, buyider,  seldjuker och sedan av atabegen av Erbil (1131–1232), under vilken det var ett turkmenisk rike; vilka i sin tur följdes av ilkhanerna, jalayiriderna,  Kara Koyunlu, timuriderna, och Ak Koyunlu. Erbil var födelseplats till de kända kurdiska historikerna Ibn Khallikan och Ibn al-Mustawfi, födda på  1100-talet och 1200-talet. Erbil och hela Irak kom under ottomansk regering under 1500-talet. Erbil ingick i Mosuls vilayet i det Osmanska riket i hela 400 år fram till Första världskriget, då ottomanerna och deras kurdiska och turkmeniska allierade besegrades av det Brittiska imperiet med stöd av assyrier och armenier, varpå ottomanturkarna fördrevs.

## Klimat
Klimatet i Erbil är klassat som medelhavsklimat enligt Köppens klimatklassifikation, med extremt varma somrar och milda, blöta vintrar. Mest nederbörd kommer i januari månad.
|                        | Jan  | Feb  | Mar  | Apr  | Maj  | Jun  | Jul  | Aug  | Sep  | Okt  | Nov  | Dec  | År |
| ---------------------- | ---- | ---- | ---- | ---- | ---- | ---- | ---- | ---- | ---- | ---- | ---- | ---- | -- |
| Medeltemp. (°C)        | 7,4  | 8,9  | 12,4 | 17,5 | 24,1 | 29,7 | 33,4 | 33,1 | 29,0 | 22,6 | 15,0 | 9,1  |    |
|                        |      |      |      |      |      |      |      |      |      |      |      |      |    |
| Högsta rekord (°C)     | 20   | 27   | 30   | 34   | 42   | 44   | 48   | 49   | 45   | 39   | 31   | 24   |    |
| Högsta medeltemp. (°C) | 12,4 | 14,2 | 18,1 | 24,0 | 31,5 | 38,1 | 42,0 | 41,9 | 37,9 | 30,7 | 21,2 | 14,4 |    |
| Lägsta medeltemp. (°C) | 2,4  | 3,6  | 6,7  | 11,1 | 16,7 | 21,4 | 24,9 | 24,4 | 20,1 | 14,5 | 8,9  | 3,9  |    |
| Lägsta rekord (°C)     | −4   | −6   | −1   | 3    | 6    | 10   | 13   | 17   | 11   | 4    | −2   | −2   |    |
|                        |      |      |      |      |      |      |      |      |      |      |      |      |    |
| Nederbörd (mm)         | 111  | 97   | 89   | 69   | 26   | 0    | 0    | 0    | 0    | 12   | 56   | 80   |    |
| Källa:                 |      |      |      |      |      |      |      |      |      |      |      |      |    |